# Calcifibrospongiidae
Calcifibrospongiidae is een familie van sponsdieren uit de klasse van de Demospongiae (gewone sponzen). 

## Geslacht
- Calcifibrospongia Hartman, 1979